# تاریخ بغداد
شهر بغداد در میانهٔ سدهٔ هشتم میلادی و به دنبال پیروزی عباسیان بر امویان و به عنوان پایتخت این دودمان ساخته شد. این شهر جایگزین شهر ساسانی تیسفون در جنوب غربی بغداد گشت که تا پایان سدهٔ هشتم بیشتر جمعیت خود را از دست داد. بغداد در سده‌های نهم و دهم و در عصر طلایی اسلامی، پایتخت خلافت اسلامی بود و در آغاز سدهٔ دهم تبدیل به بزرگ‌ترین شهر جهان گشت. بغداد در سدهٔ دهم رو به ضعف نهاد تا اینکه در سال ۱۲۵۸ با هجوم مغولان نابود شد.
شهر در دوران فرمانروایی ایلخانان دوباره ساخته شد اما هرگز شکوه و عظمت گذشته را به دست نیاورد. این شهر در سال ۱۴۰۱ دوباره و این بار به دست تیمور لنگ فتح شد و تحت حاکمیت سلاطین ترک درآمد. بغداد در سال ۱۵۰۸ به دست صفویان افتاد و سپس در سال ۱۵۳۴ توسط امپراتوری عثمانی اشغال شد. قیومت بریتانیا بر بغداد در سال ۱۹۲۰ آغاز گشت و سپس در سال ۱۹۳۲ به عنوان پایتخت پادشاهی عراق و بعدها جمهوری عراق معرفی شد.
بغداد به عنوان پایتخت عراق مدرن، تبدیل به ابرشهر شده و جمعیتی حدود ۷٬۰۰۰٬۰۰۰ نفر را در خود جای داده است. این شهر دارای هشت بخش و محله‌های فراوانی است. بغداد بزرگ‌ترین شهر عراق، دومین شهر بزرگ کشورهای عربی (پس از قاهره) و دومین شهر بزرگ جنوب غرب آسیا (پس از تهران) است. در دوران معاصر، بغداد درگیر جنگ داخلی عراق بوده و در آن بمب‌گذاری‌هایی رخ داده است.
هر که [بغداد] را ندید، دنیا را ندید ..— ابن خلدون

## تاسیس
واژهٔ بغداد برای نخستین بار در لوحه‌های اداری شهر کهن بابل در ۸۵ کیلومتری جنوب بغداد دیده شده‌است. این لوحه‌ها مربوط به دورهٔ حمورابی است و در این لوحه‌ها بر اساس واژه‌نامه‌های زبان‌های سومری و اکدی، بغداد به معنی کاخ عقاب است.

## سالشمار جنگ‌ها
- محاصره و فتح بغداد (۸۱۲ تا ۸۱۳)
- جنگ داخلی عباسیان (۸۶۵-۸۶۶  میلادی) یا محاصره بغداد (۸۶۵ میلادی) (در خلال فتنه پنجم)
- نبرد بغداد (۹۴۶): نبردی بین آل بویه و حمدانیان
- محاصره بغداد (۱۱۳۶ میلادی) در زمان سلجوقیان
- محاصره بغداد (۱۱۵۷ میلادی) درگیری سلجوقیان و بنی‌عباس
- سقوط بغداد (۱۲۵۸): سقوط عباسیان توسط حمله مغول و تصرف شهر بغداد
- محاصره بغداد (۱۳۹۳ میلادی) در زمان تیمور
- محاصره بغداد (۱۴۰۱ میلادی) در زمان تیمور
- فتح بغداد (۱۵۳۴): جنگ شاه طهماسب یکم با سلطان سلیمان
- فتح بغداد (۱۶۲۳): باز پس‌گیری شهر بغداد توسط شاه عباس یکم از دولت عثمانی
- نبرد بغداد (۱۶۲۵): جنگی که ارتش عثمانی برای پسگیری شهر بغداد انجام داد و در آن شکست خورد
- سقوط بغداد (۱۶۳۸): باز پس‌گیری شهر بغداد توسط مراد چهارم عثمانی از شاه صفی صفوی
- محاصره بغداد (۱۷۳۳): جنگ نادرشاه افشار با عثمانی
- سقوط بغداد (۱۹۱۷): در جنگ جهانی اول
- سقوط بغداد (۲۰۰۳): از عملیات‌های حمله به عراق (۲۰۰۳) پیرو جنگ عراق
- جنگ بغداد (۲۰۰۶-۲۰۰۸ میلادی): جنگ داعش با آمریکا و بریتانیا و دولت رسمی عراق

## نگارخانه
این تصاویر در دی یا بهمن ۱۳۰۳ توسط والتر میتل‌هولتسر در مأموریت به ایران گرفته شده‌اند.

نمای هوایی شهر
نمای هوایی
نمای هوایی
نمای هوایی
نمای هوایی
نمای هوایی
نمای هوایی
نمای هوایی: باب‌الشیخ
نمای هوایی
پایگاه هوایی انگلستان در بغداد
بر کرانهٔ دجله
بر کرانهٔ دجله
اسکلت یک شتر در اطراف شهر
یک شتردار
خیابانی در بغداد
پلی روی دجله
نمای دیگری از پل
یک بازرگان بر کنارهٔ دجله
سلمانی خیابانی
محله‌ای در شهر